# Rádio Cidade (Santos)
Rádio Cidade foi uma emissora de rádio brasileira sediada em Santos, cidade do estado de São Paulo, e outorga em Peruíbe. Operava no dial FM, na frequência 102.1 MHz, e pertencia ao grupo Mussicom Brasil.

## História
A Rádio Cidade, projeto popular local do grupo Mussicom Brasil, surgiu pela primeira vez em frequência que operou com a programação da Litoral FM (inicialmente 91.9 MHz), rádio conhecida por seu formato adulto-contemporâneo e programação predominante de música MPB, jazz e atrações jornalísticas. Em 2011, quando recebeu autorização para mudar seus transmissores para o alto da Serra do Mar — e, com isso, ampliar sua cobertura parcialmente na Grande São Paulo — a Litoral FM é extinta e entra no lugar a programação da Rádio Deus é Amor. A mudança ocorreu entre o fim de abril e o começo de maio. O vínculo com a Igreja Pentecostal Deus é Amor foi encerrado em outubro de 2012, quando a emissora migra para 91.7 MHz para evitar conflitos com a Rádio SulAmérica Trânsito.
Após um período executando programação musical de gênero adulto-contemporâneo de forma provisória, a frequência passou a ser identificada como Paradiso FM em 30 de janeiro de 2013. A primeira tentativa de lançar a emissora na frequência seria controlada pelo mesmo grupo que opera a Rádio SulAmérica Paradiso no Rio de Janeiro, sem a definição de operação com naming rights em parceria com a SulAmérica Seguros. Durante o tempo em que operou como Paradiso FM, a emissora passou por diversos ajustes técnicos para que a qualidade de sinal fosse equivalente a das rádios adultas instaladas em São Paulo. Em julho de 2013, a frequência deixa de informar a marca Paradiso FM e fica sem nome fantasia. Em outubro de 2013, entra no ar a programação de testes da Rádio Sê tu uma Benção (posteriormente Rádio Nova Mundial), da Igreja Mundial do Poder de Deus, que viria a confirmar a operação somente no mês seguinte.
Em dezembro de 2015, a Rádio Nova Mundial encerra sua transmissão na FM e a mesma deixa de cobrir a Grande São Paulo, voltando com sua cobertura original para a Baixada Santista, com a programação no formato adulto. Em 2016, a emissora é renomeada e passa a se chamar Rádio City 2, numa referência à Rádio City, segmentada no gênero rock. Entre abril e junho de 2016, a rádio muda de nome duas vezes: 91.7 FM e Litoral FM (sua marca original).
Em abril de 2017, entra no ar a primeira passagem da Rádio Cidade. Apesar disso, a rádio novamente muda de projeto e em julho de 2017 passa a abrigar a Rádio City, fazendo dupla transmissão em conjunto com a 102.1 MHz — que posteriormente abrigaria a Rádio Globo. Sem aviso prévio, a Rádio City foi retirada da frequência no final de dezembro e sua transmissão continuou pela internet. A 91.7 FM retornou ao ar no mês seguinte, representando o retorno da operação da Paradiso FM — nome atribuído à frequência somente em fevereiro de 2018.
Após meses de testes, a Paradiso FM deixou a frequência em 30 de novembro de 2018. Às 15h do mesmo dia, retorna ao ar a Rádio Cidade, que já estava com programação no ar através de sua página oficial. Em julho de 2019, é anunciada a ida da emissora para a frequência 102.1 MHz, numa troca com a Litoral FM que reassume a frequência original. No entanto, foi confirmado posteriormente que a operação da Rádio Cidade na frequência é provisória para a estreia da Massa FM, com estreia programada para setembro (quando também deverá entrar no ar a emissora própria na capital paulista). A troca ocorreu às 19h de 31 de julho de 2019.
Na manhã do dia 3 de setembro, os 102.1 MHz passaram a veicular uma programação de expectativa da chegada da Massa FM na região alternando músicas características do formato da emissora (popular/sertanejo) com chamadas de estreia da rede.